# Franz Splett
Franz Splett (ur. 3 maja 1868 w Koronowie, zm. 3 października 1926 w Gdyni) – gdański nauczyciel i działacz społeczny, poseł do Volkstagu I i II kadencji (1920–1926).

## Życiorys
Uzyskał wykształcenie na uczelniach wyższych w Berlinie i Innsbrucku. Pracował jako nauczyciel w Sopocie. W 1920 wybrany w skład Zgromadzenia Konstytucyjnego Wolnego Miasta Gdańska, które przekształciło się w Volkstag I kadencji (był jego wiceprzewodniczącym). W 1923 uzyskał reelekcję do Volkstagu II kadencji. Mandatu nie dokończył ze względu na wypadek samochodowy, który zakończył się śmiercią.
Był ojcem Carla Marii Spletta.